# Anastoechus spinifacies
Anastoechus spinifacies är en tvåvingeart som beskrevs av Mario Bezzi 1924. Anastoechus spinifacies ingår i släktet Anastoechus och familjen svävflugor. Inga underarter finns listade i Catalogue of Life.